# Chas, Jharkhand

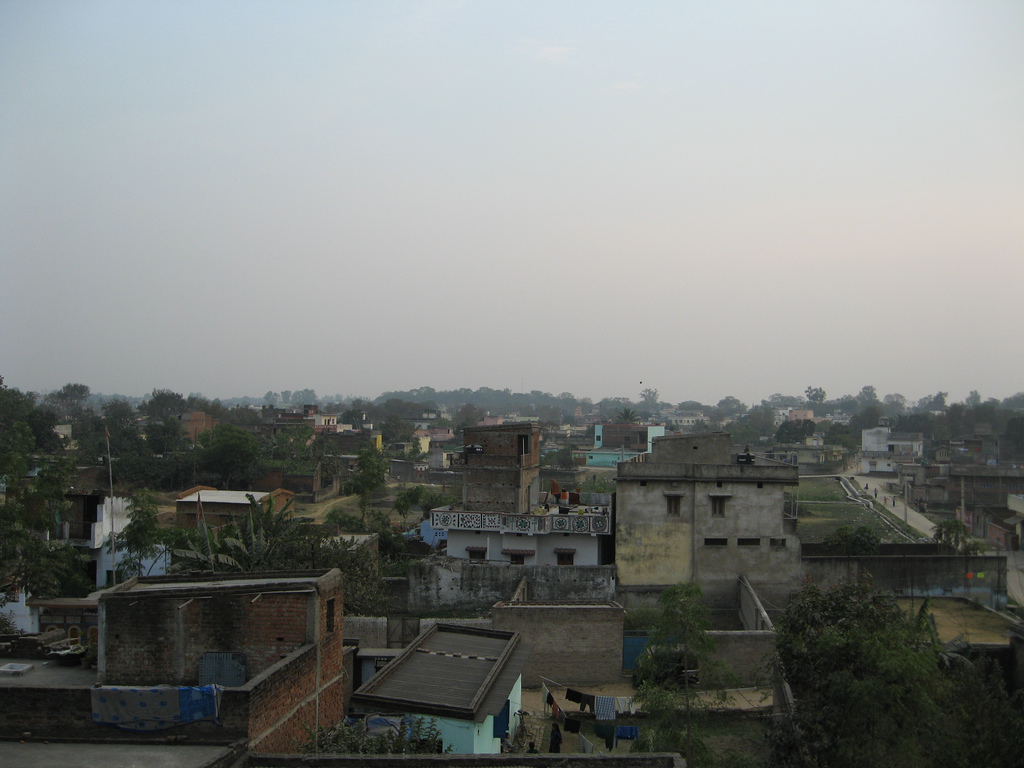
Vy över Chas.

Chas är en stad i delstaten Jharkhand i Indien, och är en förort till Bokaro Steel City. Folkmängden uppgick till 141 640 invånare vid folkräkningen 2011.